# Il tempo di vincere
Il tempo di vincere (When the Games Stands Tall) è un film del 2014 diretto da Thomas Carter.

## Trama
Bob Ladoucer è l’allenatore di football della squadra scolastica De La Salle Spartans, che detiene il record di vittorie per dodici stagioni consecutive dal 1992 al 2004, insegnando ai suoi ragazzi con prediche religiose che il gioco di squadra è più importante della vittoria. Chris Ryan, running back, è ormai ad un passo dal rompere il record di touchdown nel corso della carriera dello stato della California.
La De La Salle è diventata ormai una squadra rinomata per il proprio programma e per le numerose vittorie raggiunte ed ha raggruppato così le migliori giovani promesse del football in California. Gli allenatori delle altre squadre della divisione, ormai stanchi di perdere, decidono di non confrontarsi più con loro e viene quindi fissata una partita con la Long Beach Poly, squadra di simile reputazione.
Iniziata la stagione 2004-2005, Ladoucer ha un infarto che gli impedisce di continuare gli allenamenti per evitare sforzi e che lo porterà a riflettere sul suo ruolo assente di marito e padre.
Nel frattempo, Cameron Colvin, giocatore della De La Salle con ottime potenzialità, si ritrova in una compagnia sbagliata a causa della sua situazione familiare. L'amico Terrance Kelly cerca di convincerlo ad accettare una borsa di studio per l'Università dell'Oregon e lui, in seguito, accetta. Il giorno prima della partenza per l'Università, Kelly viene ucciso a colpi di pistola durante una festa.
Bob Ladoucer torna ad allenare dopo un periodo di ripresa, ma ormai provati da tensioni interne alla squadra e dal lutto dell'amico ucciso, i ragazzi perdono contro la Bellevue di Washington e, così, finisce anche il record delle 151 vittorie consecutive. Per riunire la squadra, l'allenatore li porta a fare volontariato presso un centro di riabilitazione per veterani, uomini che, nonostante le mutilazioni subite, tornerebbero sul campo di battaglia per stare al fianco dei propri fratelli.
Dopo un duro allenamento, giunge il confronto con la Long Beach Poly, la squadra ora più unita riesce a fatica ad arrivare alla fine e, grazie un'ottima azione di Danny Ladoucer, a vincere la partita. De La Salle si qualifica alla finale del campionato del 2005 con maggiore confidenza e Mickey, padre di Chris Ryan, incoraggia il figlio a battere il suo record personale.
Nella partita finale, una serie di touchdown, di cui due di Ryan, fa posizionare la De La Salle in vantaggio. Il pubblico ed i compagni iniziano ad incoraggiare Ryan a rompere il record, ma il ragazzo non vuole utilizzare gli ultimi minuti di gioco con la squadra per un suo scopo personale e li trasforma, quindi, in un tributo all'allenatore che li ha portati alla vittoria.

## Produzione
Il film è un adattamento del libro When the Games Stands Tall: The Story of the De La Salle Spartans and Football's Greatest Winning Streak di Neil Haynes uscito nel 2003, pubblicato dalla North Atlantic Books.
Le riprese sono iniziate il 22 aprile 2013 a New Orleans, Louisiana, e sono terminate il 15 giugno dello stesso anno.

## Distribuzione
Il film è stato distribuito nelle sale statunitensi il 22 agosto 2014.

## Accoglienza

### Incassi
Il film ha incassato un totale di 30.127.963 di dollari negli Stati Uniti, a fronte di un budget iniziale di 15.000.000 di dollari.

### Critica
Ha ricevuto diverse critiche negative da parte dei critici cinematografici, ma è stata abbastanza apprezzato dal pubblico. Su Rotten Tomatoes ha un apprezzamento del 18% da parte della critica, basati su 65 recensioni professionali, e del 72% da parte del pubblico.